# Celama imitata
Celama imitata är en fjärilsart som beskrevs av Van Son 1933. Celama imitata ingår i släktet Celama och familjen trågspinnare. Inga underarter finns listade i Catalogue of Life.